# Rafaël Rozendaal
Rafaël Rozendaal (Amsterdam, 1980) is een Nederlands-Braziliaanse beeldend kunstenaar die woont en werkt in New York. Hij staat bekend als een pionier op het gebied van internetkunst.

## BYOB
Rozendaal richtte BYOB (Bring Your Own Beamer) op, een open source tentoonstellingsconcept., Het idee is dat iedereen met of zonder budget een tentoonstelling van mediakunst kan maken. De handleiding van BYOB luidt: "1) Zoek een ruimte, 2) Nodig veel artiesten uit, 3) Vraag hen om hun projector mee te nemen". Met dit concept wilde Rozendaal internet naar een echte fysieke ruimte brengen en kijkers "door het internet [laten] lopen". Sinds de start in 2010 zijn er wereldwijd meer dan 150 BYOB-evenementen georganiseerd. In 2011 was BYOB het thema van het tweede Internet Pavilion van de Biënnale van Venetië.

## Verkoop van websites
Rafaël Rozendaal is een van de eerste kunstenaars die websites als kunstobject verkoopt. Zijn websites worden gekocht door kunstverzamelaars, die dan eigenaar worden van de domeinnaam van dat werk. Zowel de kunstenaar als de verzamelaar tekenen een contract dat het werk openbaar toegankelijk moet blijven. De naam van de verzamelaar wordt in de broncode geplaatst en in de titel van de webpagina. Rozendaal heeft het Art Website Sales Contract voor kunstwebsites gemaakt, een openbaar document dat door elke kunstenaar of verzamelaar kan worden gebruikt om te helpen bij de verkoop van websites als kunst. In 2013 werd de website ifnoyes.com van Rozendaal op een veiling bij Phillips (auctioneers) in New York verkocht voor $ 3.500.

## Collecties
- Stedelijk Museum Amsterdam[10]
- Towada Art Center[11]
- Whitney Museum[12]

## Publicaties
- 2019 Haiku Rafaël Rozendaal [13]
- 2017 Everything Always Everywhere [14]
- 2016 Haiku Rafaël Rozendaal [15]
- 2015 Haiku Rafaël Rozendaal [16]
- 2013 Spheres Rafaël Rozendaal [17]
- 2011 Domain Book [18]
- 2010 Big long now book [19]
- 2003 I am very very sorry book [20]